# A Incendiária
Firestarter (publicado em língua portuguesa como A Incendiária) é uma novela do escritor norte-americano Stephen King.
Em 1981, Firestarter foi indicado como Melhor Romance pelo British Fantasy Award, Locus Poll Award e Balrog Award. Em 1984, foi adaptado para um filme. Uma segunda adaptação foi lançada em 2022.